# Witzendorff

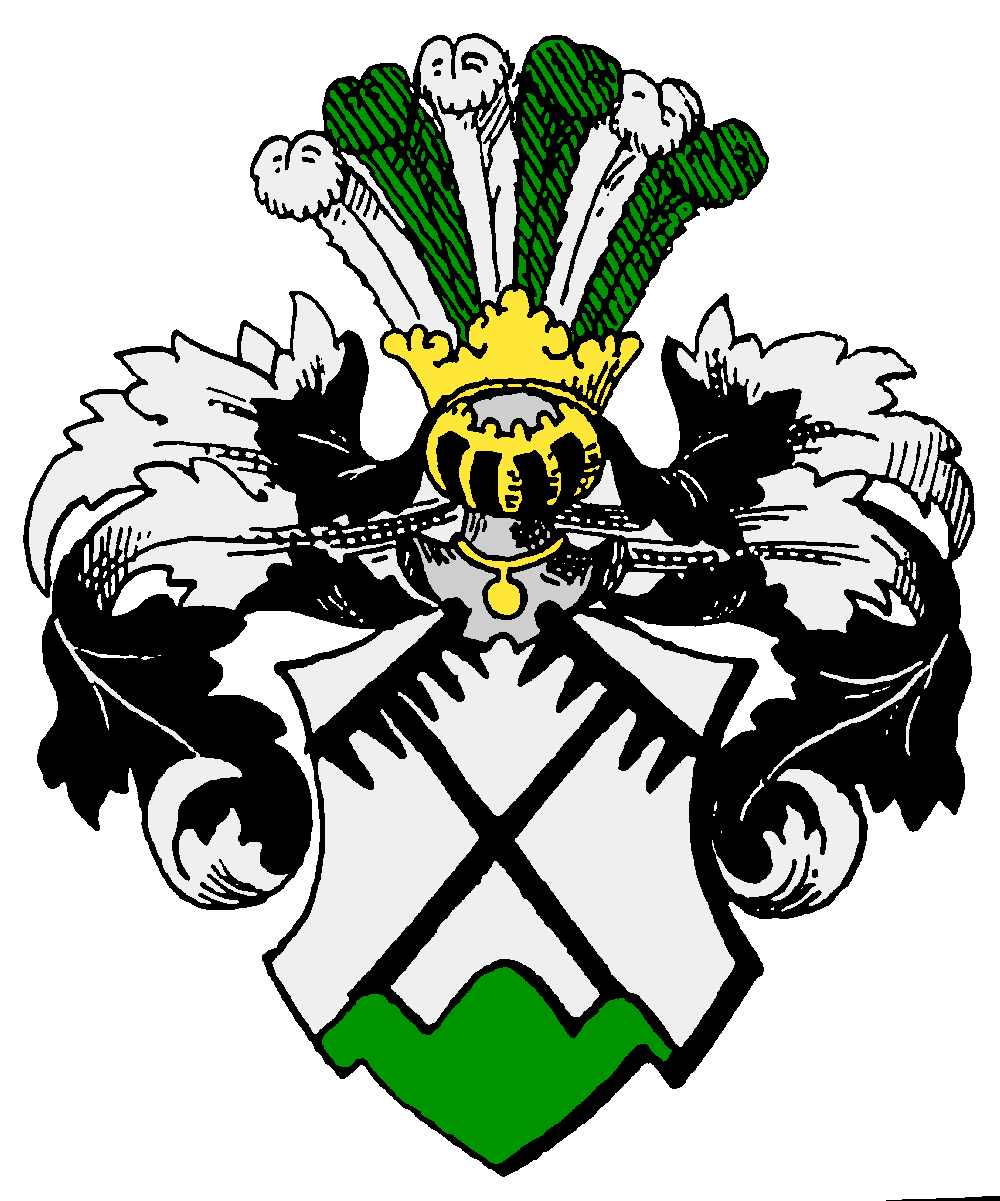
Wappen derer von Witzendorff

Witzendorff, auch Witzendorf oder Wizendorf, ist der Name eines alten niedersächsischen Adelsgeschlechts. Die Familie, deren Zweige zum Teil bis heute bestehen, gehörte zu den bedeutendsten Geschlechtern im Patriziat der Stadt Lüneburg und gelangte später vor allem in Herzogtum Lüneburg, aber auch in Mecklenburg, Lauenburg und Preußen, zu Besitz und Ansehen.

## Geschichte

### Herkunft
Erstmals urkundlich erwähnt wird das Geschlecht im Jahre 1290 mit Johannes de Wizendorpe als Bürger zu Lüneburg. Die ununterbrochene Stammreihe der Familie beginnt mit Christian van Witzendorpe, der ab 1360 in Wietzendorf urkundlich erscheint. Sein Sohn Christian erwarb 1383 das Bürgerrecht der Stadt Lüneburg. Nach Johann Heinrich Zedler Grosses vollständiges Universal-Lexicon Aller Wissenschafften und Künste (1748), Johann Christian von Hellbach Adels-Lexikon (1826) und dem Gothaischen Genealogischen Taschenbuch der Briefadeligen Häuser (1912) gehörten Mitglieder der Familie zeitweise auch zur Zirkelgesellschaft der Hansestadt Lübeck.
Namengebendes Stammhaus des Geschlechts war die Ortschaft Wietzendorf, heute eine Gemeinde im Landkreis Heidekreis in der Lüneburger Heide im Land Niedersachsen. Die Ortschaft wird bereits 1058 erstmals in der Gründungsurkunde des Klosters Gozeka erwähnt. In Wietzendorf besaß das Geschlecht der Wietzendorffer bis 1516 den Krepauhof, auch Crepauhof, vom Kloster Sankt Michaelis in Lüneburg als Lehn bzw. als Erbpacht. Auch das Ortswappen von Wietzendorf, dessen Führung 1937 genehmigt wurde, stammt von der Familie von Witzendorff ab.

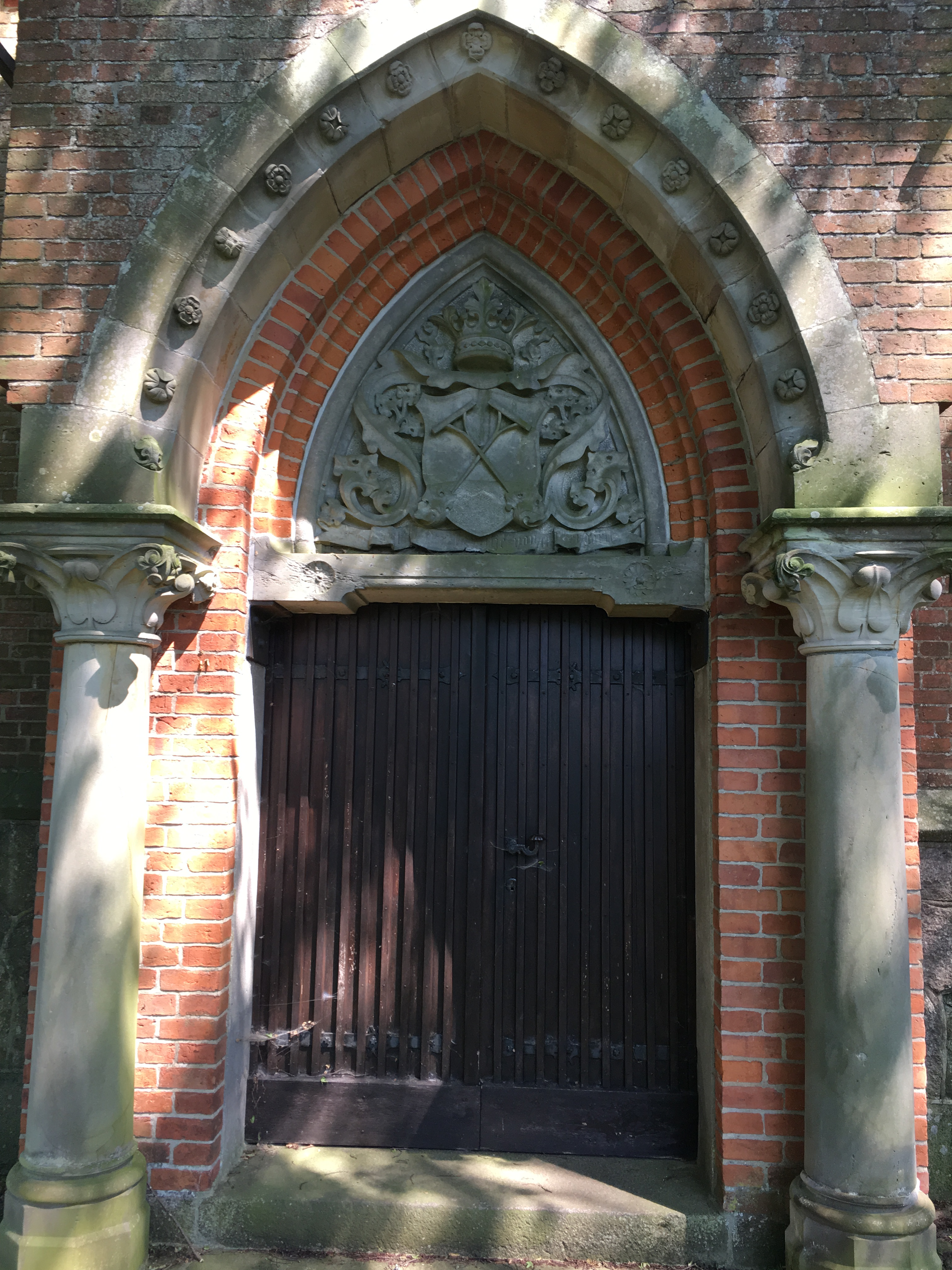
Witzendorff-Wappen St.-Clemens-St.-Katharinen-Kirche (Seedorf)

### Ausbreitung und Linien
Ein Johann von Witzendorff soll 1445 von Papst Nikolaus V. als Ratsherr von Lüneburg eingesetzt worden sein. Hans von Witzendorff starb am 18. Juli 1475 als Ratsherr in Lüneburg. Sein gleichnamiger Sohn Hans († 1. November 1507) wurde ebenfalls Ratsherr sowie Sodmeister in Lüneburg. Dessen Sohn Hieronymus von Witzendorff (* 5. Juli 1493) wurde 1514 Sülfmeister der Lüneburger Saline und 1517 Ratsherr zu Lüneburg. Als einer der ersten trat er zum Protestantischen Glauben über und wurde 1533 Bürgermeister in Lüneburg. Er konnte Kaltenmoor käuflich erwerben und den Zehnt von Hagen, heute Neu Hagen, sichern. Hieronymus, er heiratete 1513 Anna Stötteroge aus dem Hause Lüdershausen (1494–1571), starb am 31. Mai 1556. Ihr gemeinsamer Sohn Franz wurde 1520 geboren. Franz war Erbherr auf Kaltenmoor, 1546 Sülfmeister und 1555 Barmeister. 1557 wurde er Ratsherr, 1561 Sodmeister und 1562 Bürgermeister von Lüneburg sowie Hauptmann in Bleckede. Er starb am 25. Januar 1574 und wurde im Benediktinerkloster St. Michaelis zu Lüneburg bestattet. Mit dem Erwerb von Hagen, konnte er den Grundbesitz der Familie erweitern.

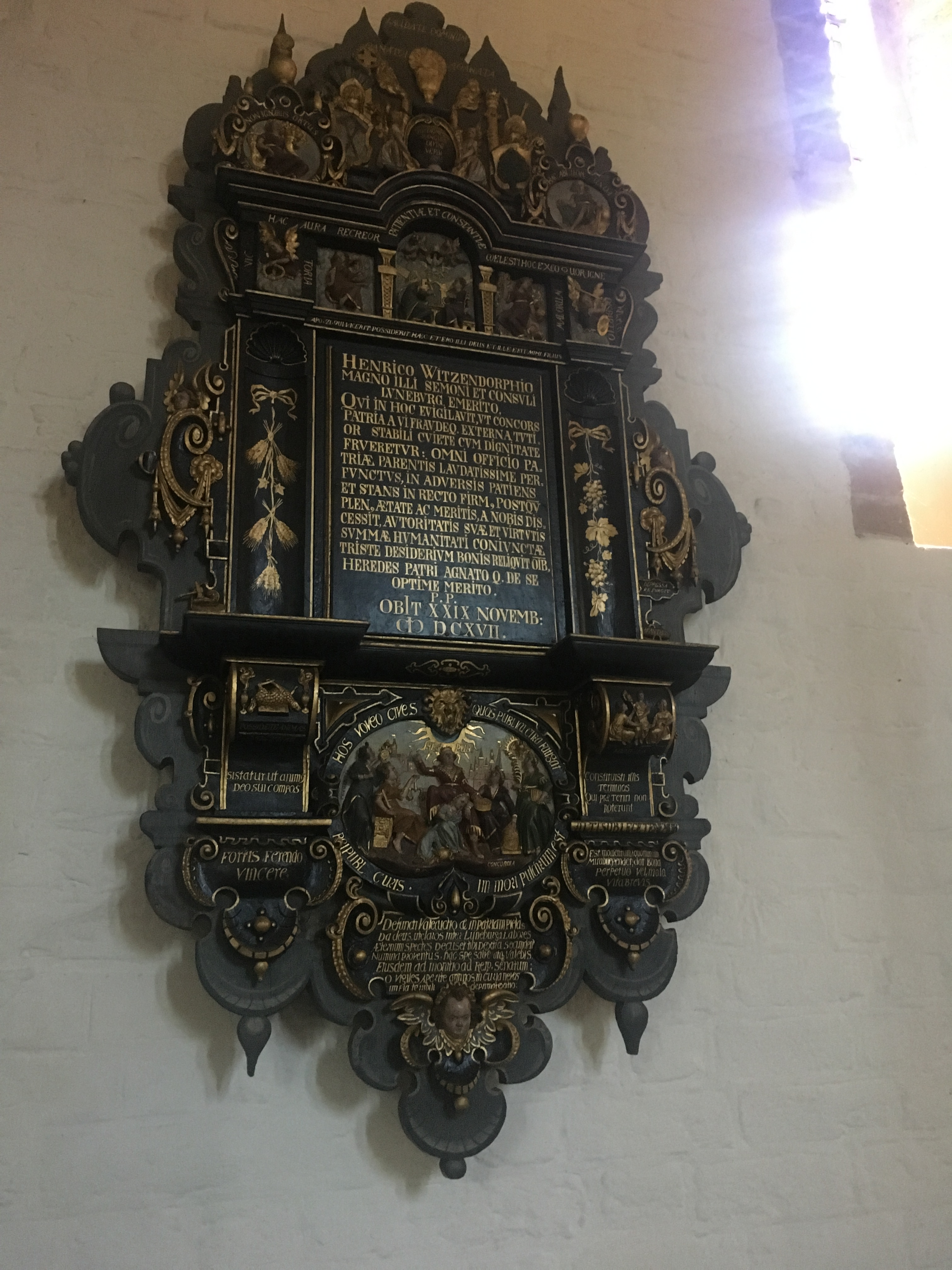
Epitaph für Heinrich von Witzendorff († 1617) in der Kirche St. Clemens und St. Katharinen in Seedorf

Seine beiden Söhne Heinrich und Hieronymus, aus seiner Ehe mit Ursula Garlop (1527–1573), wurden die Stifter von zwei ersten Linien der Familie. Die vom älteren Sohn Heinrich von Witzendorff (1551–1617) begründete Line zu Kaltenmoor, Hagen und Göxe erlosch 1751. Heinrich, Herr auf Kaltenmoor und Hagen sowie Bürgermeister in Lüneburg kaufte Göxe bei Hannover. Sein jüngerer Bruder Hieronymus von Witzendorff (* 1553) war Herr auf Vrestorf und Barmeister der Lüneburger Saline. Er wurde 1580 mit Kaltenmoor mitbelehnt und starb am 22. März 1606. Die Söhne aus seinen beiden Ehen stifteten zwei neue Linien.
Franz von Witzendorff (1581–1627), der Sohn aus seiner ersten 1577 geschlossenen Ehe mit Dorothea Töbing (1559–1588) konnte Wülschenbrook, heute Wilschenbruch, im damaligen Amt Lüne, und Dachmünden erwerben. Franz wurde wie bereits viele seiner Vorfahren Bürgermeister von Lüneburg. Er starb am 28. September 1627 an der Pest. Die von ihm begründete Linie zu Wülschenbrook erlosch allerdings 1765. Sein Halbbruder, der Sohn von Hieronymus und dessen zweiter, 1591 geehelichter Frau Margarete Borcholten (1565–1649), Stats Friedrich von Witzendorff wurde am 10. Oktober 1594 in Lüneburg geboren. Auch er wurde 1624 Sülfmeister, 1631 Ratsherr und 1648 Bürgermeister von Lüneburg und mit Wülschenbrook mitbelehnt. Stats Friedrich erhielt zusammen mit seinem Halbbruder Franz und dessen Sohn Hieronymus von Witzendorff, Herr auf Wülschenbrook, von Kaiser Ferdinand III. am 6. September 1639 zu Wien den Reichsadelsstand mit einer Wappenbesserung. Am 17. September 1623 heiratete er in Lüneburg Anna von Elver (1600–1660), er starb am 21. November 1652 in seiner Heimatstadt.
Dietrich Wilhelm von Witzendorff, der Enkel von Stats Friedrich und Anna, wurde am 27. Januar 1661 in Lüneburg geboren. Sein Vater Franz Heinrich von Witzendorff (* 1625), Ratsherr seit 1658 und Bürgermeister ab 1660 von Lüneburg, konnte 1661 Vrestorf im Amt Winsen an der Luhe erwerben. Er dankte schon früh als Bürgermeister ab und trat auch 1662 von seiner Ratsherrenstelle zurück. Franz Heinrich lebte bis zu seinem Tod 1689 in aller Stille. Dietrich Wilhelms Mutter Ilsabe Sophie (1633–1676) war wie schon seine Großmutter eine geborene von Elver. Dietrich Wilhelm war ab 1694 Herr des gestifteten Fideikommisses Großzecher und Kleinberckenthins, letzteres wurde 1711 verkauft, und Pfandbesitzer auf Dobbin von 1694 bis Ende 1699. Zusätzlich konnte er 1697 Seedorf mit Hackendorf, Bresahn und Dargow (heute beides Ortsteile von Salem (Lauenburg)), Butz und Sterley im Herzogtum Lauenburg erwerben. Ab 1706 war Dietrich Wilhelm herzoglich holsteinischer Geheimrat und Domdechant des Hochstifts Lübeck sowie herzoglich braunschweig-lüneburger Hofgerichtsassessor und Landrat in Lauenburg. Er heiratete am 16. Februar 1695 Anna Maria von der Borch aus dem Hause Schönebeck († 1733), die Tochter des fürstlich braunschweigischen Obersten und Erbherren zu Schönebeck Friedrich von der Borch. Drei Söhne aus dieser Ehe teilten die Familie in drei Linien, von denen aber nur die zweite, mittlere Linie, bis in die heutige Zeit fortgesetzt werden konnte.

#### 1. Linie
Der älteste Sohn Hieronymus Friedrich von Witzendorff, geboren am 11. Dezember 1695 in Lüneburg, übernahm von seinem Vater den Fideikommiss auf Großzecher. Er war Herr auf Seedorf und bis 1730 auf Groß Thurow. Hieronymus Friedrich wurde königlich britischer Landrat in Lauenburg und begründete die erste Linie. Er starb am 6. Juni 1742 in Lübeck. Aus seiner Ehe mit Christiane Luise Friederike von Jasmund (1708–1758) ging Sohn Adolf Friedrich hervor. Adolf Friedrich von Witzendorff, geboren zu Lübeck am 23. Oktober 1737, stand der als Drost und Kammerjunker in herzoglich mecklenburg-strelitzer Diensten. Er starb am 27. Dezember 1772 auf seinem Gut Groß Zecher. Von seinen fünf Kindern, zwei Söhnen und drei Töchtern, aus seiner 1762 zu Neustrelitz geschlossenen Ehe mit Dorothea Sophie von Behm (1735–1774), konnte nur der jüngste Sohn die Linie fortsetzen.

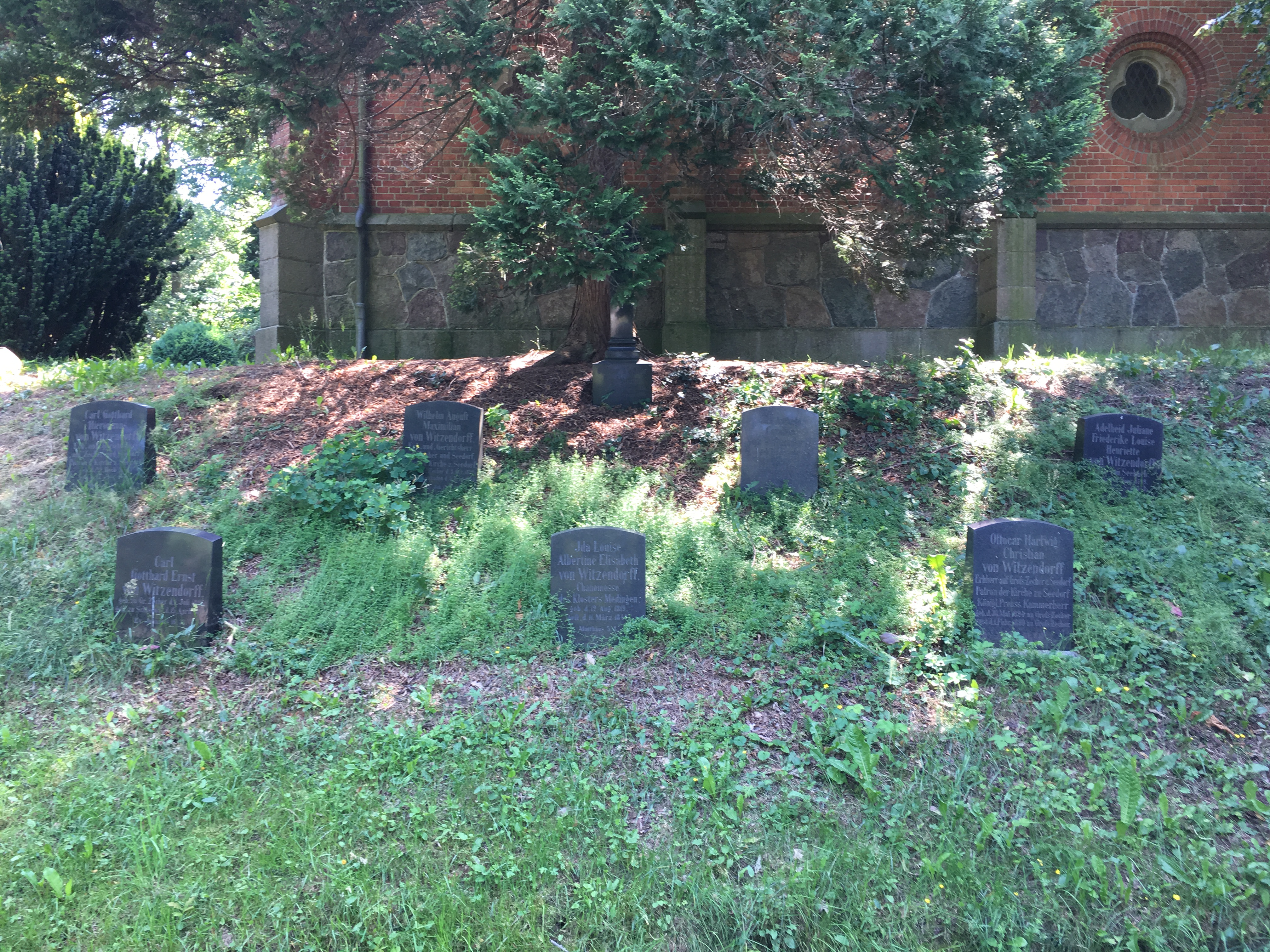
Erbbegräbnisstätte von Witzendorff in Seedorf

Der älteste Sohn Georg Friedrich Theodor (* 1763) starb bereits 1787 als Student in Leipzig. Die drei Schwestern waren zunächst Kanonissen im Kloster Medingen. Das Kloster wurde 1559 in ein Damenstift umgewandelt und erhielt im Laufe der Zeit Rechte an der Lüneburger Saline, aber auch am Zoll, an Mühlen und an der Schifffahrt auf der Ilmenau. Zahlreiche Nonnen waren Töchter von Lüneburger Patrizierfamilien, die mit ihrem reichen Hausstand in den Konvent eintraten und so den Besitz des Klosters mehren konnten. Die älteste Tochter Friederike Sophie Christine Albertine (* 1764) heiratete später den nachmaligen königlich hannoverischen Oberforstmeister Christian von Seebach. Nach ihrem Tod 1797 heiratete er noch im gleichen Jahr ihre jüngere Schwester Albertine Sophie Christiane von Witzendorff (1769–1824). Aus der ersten Ehe ging Christian von Seebach hervor, der den Beruf seines Vaters fortführte. Die zweitälteste Schwester Elisabeth Friederike Karoline (* 1766) starb als Kaplanin 1817 im Kloster Medingen. Die Linie fortsetzen konnte Karl Gotthard Hieronymus von Witzendorff, der jüngste Sohn Adolf Friedrich und Dorothea Sophie, der am 29. Dezember 1771 zu Großzecher geboren wurde. Er wurde nach dem Tod seines älteren Bruders Fideikommissherr auf Großzecher sowie Herr auf Seedorf und Webelsfelde (heute Ortsteil von Mühlen Eichsen). Karl Gotthard Hieronymus, er starb am 17. Januar 1841, heiratete am 30. Juli 1815 die Schwester seines Schwagers Henriette Luise Adelheit von Seebach (1799–1878). Das Paar hatte neun Kinder.
Drei Kinder starben bereits früh, noch vor ihren Eltern. Die älteste Tochter Luise Ida Albertine (1819–1848) wurde Chanoinesse im Kloster Medingen. Von ihren Brüdern erbte der Älteste Wilhelm August Maximilian von Witzendorff (* 3. Oktober 1822), Herr auf Seedorf, den Fideikommiss zu Großzecher. Er heiratete 1847 in Hannover eine entfernte Verwandte, Adelheit Sophie von Witzendorff (1827–1882), mit der er eine Tochter hatte. Ella Adelheit Ottilie Marie von Witzendorff (* 1848), die einzige Tochter, wurde nach ihrer Heirat 1867 mit dem großherzoglich mecklenburg-schweriner Kammerherren und Oberhofmeister Alexander Graf von Bassewitz, ebenfalls Oberhofmeisterin am großherzoglich mecklenburg-schweriner Hof. Wilhelm August Maximilian starb am 6. Februar 1849 in Wiesbaden. Seine Frau Adelheit Sophie ging 1853 eine zweite Ehe mit Otto von Kahlden, Herr auf Krumke und Heiligendamm sowie preußischer Rittmeister a. D., ein. Wilhelm August Maximilians jüngerer Bruder Ottokar Hartwig Christian von Witzendorff, er wurde am 30. Mai 1824 auf Gut Großzecher geboren, erhielt nach dem Ableben seines Bruders den Fideikommiss und wurde Herr auf Webelsfelde und Seedorf. Ottokar Hartwig Christian stand als Kammerherr und Landschaftsrat in preußischen Diensten und wurde Ehrenritter des Johanniterordens. Seine 1868 geschlossene Ehe mit Ida Auguste Karoline Lindemann (* 1852) blieb kinderlos. Die Lindemanns waren eine wohlhabende Gasfabrikantenfamilie in Schwerin. Ein Lindemann heiratete 1848 auch die jüngste Schwester Emma Auguste Christiane von Witzendorff (1828–1894), diese Ehe blieb ebenfalls kinderlos. Mit dem Tod von Ottokar Hartwig Christian am 1. Februar 1890 starb diese Linie im Mannesstamm aus. Nach seinem Tod wurde seine Witwe Herrin auf Seedorf. Sie errichtete dort als Herrenhaus das Schloss Seedorf genannte Gebäude im Stil der Neorenaissance.

#### 2. Linie
August Christian von Witzendorff, geboren zu Lübeck am 27. Juli 1704, war der Stifter der zweiten Linie. Er war seit 1730 Herr auf Groß Thurow und ab 1751 auch Herr auf Kaltenmoor, Hagen und Göxe. In den Jahren 1740 und 1747 war er Domdechant im Hochstift Lübeck. 1743 wurde August Christian königlich britischer und herzoglich braunschweig-lüneburger Landrat sowie Oberhauptmann in Lauenburg. Noch im gleichen Jahr wurde er zum Hofrichter in Ratzeburg ernannt und Präsident des lauenburger Gerichtshofes sowie Kammerjunker. August Christian starb am 13. Mai 1763 in seiner Geburtsstadt. 1740 heiratete er in Lübeck Elisabeth Sophia Maria von Petersdorff († am 11. April 1781 in Lübeck). Die Linie fortsetzen konnte sein am 28. Februar 1747 geborener Sohn Adolf Friedrich von Witzendorff, der Dompropst in Lübeck wurde. Er besaß umfangreichen Grundbesitz und war unter anderem bis 1786 Herr auf Thurow und bis 1803 auf Kaltenmoor, Hagen und Göxe, auf Gresse mit Leisterförde und Badekow mit Bretzin von 1785 bis 1792, Krempelstorf von 1792 bis 1796, Westenbrügge mit Uhlenbrook, von 1794 bis 1803 auf Parchow, Gressow von 1794 bis 1798, Kegsdorf von 1801 bis 1803 und ab 1802 auf Kleibütz mit Eulenkrug und Roserberg sowie Bolland. Als Kammerherr stand er in königlich dänischen Diensten und starb in Klein Brütz am 2. April 1818. In Merseburg heiratet er 1771 Luise Sophie Albertine von Oertzen (1753–1821).
Von ihren Kindern wurde Christian Otto Wilhelm (* 26. Januar 1775 in Lübeck), Erbherr auf Moltenow, großherzoglich oldenburgischer Oberschenk und Chef der Hofverwaltung in Eutin. 1818 verkaufte er Klein Bütz und 1819 Westenbrügge. Christian Otto Wilhelm starb unverheiratet am 28. Dezember 1836 in Oldenburg. Sein jüngerer Bruder Peter Friedrich Ludwig, geboren zu Lübeck am 29. März 1778, konnte die Linie mit zahlreichen Nachkommen fortsetzen. Zu seinen umfangreichen Gütern gehörten Kleekamp, von 1811 bis 1817 Helmstorf, Woltow von 1820 bis 1840, Wilhelmshof von 1830 bis 1842, Moltenow von 1836 bis 1839, Wessin von 1840 bis 1841 sowie Kritzow von 1840 bis 1846. Er starb am 25. März 1857 als königlich hannoverischer Oberhauptmann außer Dienst auf seinem Gut Wiebendorf, dass er 1841 zusammen mit Bretzin erwerben konnte. Mit Amalie Margarete Charlotte von Spörcken (1788–1866), die er 1808 ehelichte, hatte er zwölf Kinder.
Agnes Dorothea Elisabeth (1815–1888), eine Tochter des Paares, heiratete 1835 den preußischen Geheimen Regierungsrat und Kreishauptmann des Landkreises Lingen Christian Lodemann und ihre jüngere Schwester Elisabeth Karoline Ulrike (1817–1886) 1846 Gerlach von dem Knesebeck, Berghauptmann des hannoverischen Berg- und Forstamtes zu Claustal. Der älteste Sohn Adolf Ludwig von Witzendorff (* 8. April 1811 in Schwerin), starb 1885 als preußischer Major a. D. Dessen zweiter Sohn aus der Ehe mit Karoline Friederike Albertine von Boyneburgk (1820–1909), Karl Friedrich Ludwig von Witzendorff (* 23. März 1855 in Osterode) erhielt 1890, nach dem endgültigen Aussterben der ersten Linie, als erster männlicher Nachkomme der zweiten Linie den Fideikommiss zu Groß Zecher. Er hinterließ einen Sohn und eine Tochter.
August Christian von Witzendorff (* 4. Mai 1813 in Helmstorf), der erste Bruder von Adolf Ludwig, starb 1852 als großherzoglich mecklenburg-schweriner Regierungsrat. Auch er hinterließ aus seiner 1843 geschlossenen Ehe mit Luise Friederike Charlotte Marianne von Lowtzow (1814–1901) Nachkommen. Ihr erstes Kind Alexandrine Friederike Charlotte (* 1844) wurde Priorin im Kloster Medingen. Der erste Sohn Friedrich Adolf Ludwig von Witzendorff (* 30. Juli 1845 in Schwerin) stand zuletzt als Oberst in großherzoglich Mecklenburg-Schweriner Militärdiensten. Sein jüngerer Bruder Ulrich Karl Ernst Friedrich von Witzendorff (* 19. März 1847 in Schwerin) wurde als preußischer Generalleutnant zur Disposition gestellt. Ihre jüngste Schwester Sophie Adolfine Charlotte Marie (* 1848) wurde Kanonisse im Kloster Medingen. Alle vier hinterließen keine Kinder.
Karl Friedrich Wilhelm von Witzendorff (* 28. April 1824 in Scharnebeck), der zweite Bruder von Adolf Ludwig, brachte es bis zum General der Kavallerie à la suite des 2. Westfälischen Husaren-Regiments Nr. 11 der Preußischen Armee. Er starb am 23. März 1891 in Göttingen. Karl Friedrich Wilhelm heiratete 1859 in Striese Johanna Luise Marie Elise von Rehdiger (1829–1892). Charlotte Sophie Ernestine (* 18. August 1868 in Lüneburg), eine Tochter, heiratete 1888 den späteren preußischen Generalmajor Walter Rabe von Pappenheim. Deren gemeinsamer Sohn Friedrich-Carl Rabe von Pappenheim war Militärattaché und Generalleutnant während des Zweiten Weltkrieges und später Diplomat für die Bundesrepublik Deutschland. Der einzige Sohn Hans Georg Adolf von Witzendorff (* 18. Juli 1863 in Berlin) erhielt eine preußische Namen- und Wappenvereinigung mit denen von Rehdiger, der erloschenen Familie seiner Mutter, als von Witzendorff-Rehdiger durch Allerhöchste Kabinettsorder vom 26. September 1913 gegeben zu Jagdschloss Rominten. Das Diplom wurde am 2. März 1914 zu Berlin ausgestellt. Die Vereinigung galt für die Dauer seines Eigenbesitzes, dann den seiner ehelichen männlichen Nachkommen des Mannesstammes, des Rittergutes Striese bei Breslau in Schlesien. Der Grundbesitz umfasste 541 Hektar. Hans Georg Adolf war zuletzt preußischer Oberst, er heiratete 1891 Adolfine Hermine Petronella Margarete, genannt Marga, von Brand aus dem Haus Lauchstädt (* 1871). Aus der Ehe gingen drei Kinder, zwei Söhne und eine Tochter hervor. Ursula Charlotte Elisabeth (1895–1945), die jüngste Tochter, ehelichte 1917 den Juristen, Schriftsteller und Dramaturgen Eckart von Naso. Ihr Bruder Hans-Jürgen von Witzendorff (* 10. Dezember 1893 in Gnesen) wurde Offizier und war zuletzt Generalleutnant der Luftwaffe im Zweiten Weltkrieg. 1945 geriet er in US-amerikanische Kriegsgefangenschaft, aus der er am 23. Mai 1947 wieder entlassen wurde. Er starb am 15. Mai 1961 in Delmenhorst. Hans Georg Adolfs Enkel Peter von Witzendorff, Leutnant außer Dienst, erhielt am 25. September 1958 zu Marburg an der Lahn eine adelsrechtliche Nichtbeanstandung der Namensform von Witzendorff-Rehdiger durch Beschluss des Ausschusses für adelsrechtliche Fragen der Deutschen Adelsverbände.
Ernst Hieronymus von Witzendorff, er wurde am 20. April 1828 in Schranbeck als dritter Bruder von Adolf Ludwig geboren, studierte Rechtswissenschaften an der Universität Göttingen und ab 1850 an der Rostock. Er trat in großherzoglich mecklenburg-schweriner Dienst und war zunächst Auditor und Amtsverwalter in Grabow und Doberan. Anschließend wurde er in das Schweriner Finanzministerium berufen, wo er 1863 zum Ministerialrat befördert wurde. 1867 wurde er zum Mitglied des Kammer- und Forstkollegiums berufen und zum Kammerrat ernannt. 1877 erfolgte seine Ernennung zum Geheimen Kammerrat. Er starb am 16. Februar 1896 als mecklenburg-schweriner Kammerdirektor. 1850 ehelichte er Elisabeth Sidonie Kornelie Freiin von Maltzahn, mit der er vier Söhne hatte. Bodo von Witzendorff (* 29. August 1876 in Schwerin), der Erstgeborene, war Offizier und zuletzt General der Flieger der Luftwaffe im Zweiten Weltkrieg. Seit 1938 war er Chef der Zentralabteilung im Reichsluftfahrtministerium, im November 1942 wurde er pensioniert. Kurze Zeit später, am 9. August 1943, starb er in Berlin und wurde auf dem Südwestkirchhof Stahnsdorf bestattet. Aus seiner zu Erfurt geschlossenen Ehe mit Karola Julie Anna von Rantzau gingen zwei Söhne (1. Curt Franz Fritz Heino Karl * am 26. September 1916 in Erfurt, gestorben am 10. Februar 1994 in Neustadt a. Rübenberge 2. Friedrich-Franz Bertram Ernst Ulrich * 23. August 1920 in Kassel, gestorben am 23. Juni 2011 in Hamburg) hervor. Von Bodos Brüdern fiel der zweitgeborene Kurt Karl August (* 15. April 1878 in Schwerin) als Hauptmann, Kompanieführer und Flügeladjutant des Großherzogs von Mecklenburg-Schwerin am 11. Juli 1916 während des Ersten Weltkrieges. Die beiden jüngsten wurden ebenfalls Offiziere.
Dietrich Wilhelm von Witzendorff, geboren am 28. Oktober 1830 zu Schranbeck, das jüngste und letzte Kind von Peter Friedrich Ludwig und Amalie Margarete Charlotte, stand als Offizier in preußischen Diensten. Dietrich Wilhelm war Herr auf Wiebendorf und Bretzin. Er starb am 3. Januar 1865 in Laubbach als Premierleutnant außer Dienst. Er hinterließ aus seiner Ehe mit Marie Luise Wilhelmine Schliephake (1833–1893) drei Töchter und einen Sohn. Peter Friedrich Ludwig von Witzendorff (* 15. März 1857 in Halberstadt), der einzige Sohn, wurde preußischer Oberleutnant, die jüngste Tochter Anna Friederike Dorothea (* 3. April 1863 in Wiebendorf) ehelichte in Halberstadt den preußischen Generalmajor Oskar von Gerstein-Hohenstein.

#### 3. Linie

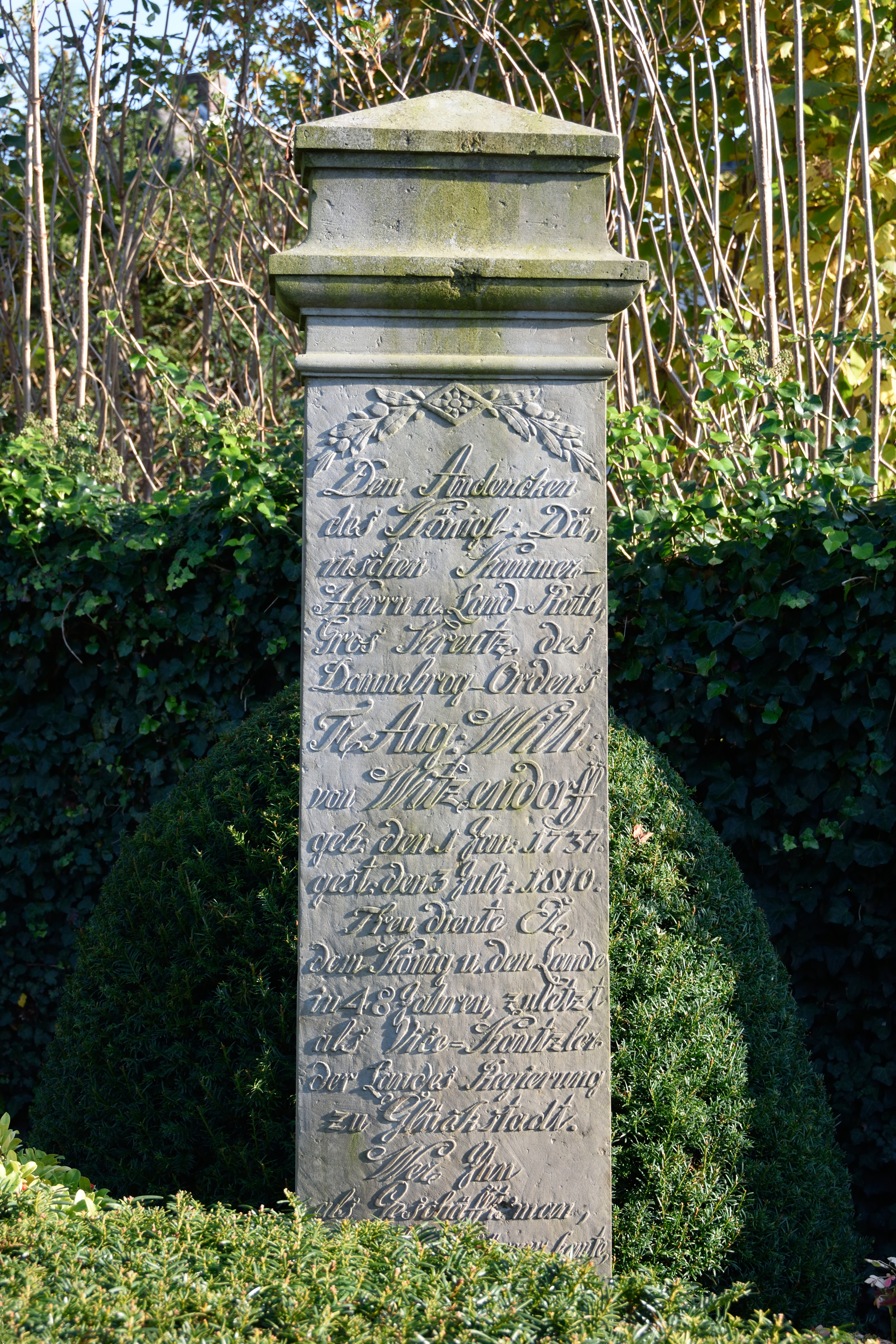
Gedenkstein auf dem Friedhof in Glückstadt für Friedrich August Wilhelm von Witzendorff

Dietrich Wilhelm von Witzendorff, der Begründer der dritten Linie, wurde am 12. Juni 1707 geboren. Er stand 1746 als Major in königlich polnischen und kurfürstlich sächsischen Diensten. Dietrich Wilhelm starb am 12. Juni 1762 als Herr auf Vietlübbe (heute Ortsteil von Dragun) und Moltenow sowie kursächsischer Oberstleutnant. Bereits seine Söhne Friedrich August Wilhelm und Hieronymus August teilten diese Linie in zwei weitere Äste.
Friedrich August Wilhelm von Witzendorff (* 1. Januar 1737; † 3. Juli 1810), der Stifter des ersten Astes, studierte an der Universität Göttingen Rechtswissenschaften und promovierte zum Doktor der Jurisprudenz. 1756 trat er als Hofjunker in königlich dänische Dienste. 1762 wurde er Regierungsrat, später auch Landrat, und 1795 Vizekanzler des Herzogtums Holstein. Von diesem Amt trat er 1803 zurück, erhielt aber weiterhin die vollen Bezüge. Er besaß zahlreiche Güter so unter anderem Vietlübbe bis 1766, Moltenow von 1771 bis 1785, Goldberg ab 1785 und Niendorf seit 1795. Friedrich August Wilhelm starb am 3. Juli 1810 in Glückstadt. Er heiratete 1771 Margarete Sophie Brockenhuus von Löwenhielm (1751–1831). Das Paar hatte vier Kinder, Sophie Margarete Luise (* 1779), die älteste Tochter, starb 1817 als Chanoinesse im Kloster Meding, ihre jüngere Schwester Karoline Christiane Eleonore (1781–1863) heiratete den königlich dänischen Generalleutnant Rudolph Woldemar von Römling. Die jüngste Tochter Dorothea Christiane Wilhelmine starb 1783 bereits wenige Tage nach ihrer Geburt. Der einzige Sohn Johann Wilhelm August von Witzendorff wurde am 23. Oktober 1776 in Glückstadt geboren. Johann Wilhelm August war Herr auf Niendorf und Schrevenborn (heute Ortsteil von Heikendorf). Er starb am 2. Februar 1838 als königlich dänischer Oberst. 1832 heiratete er die Besitzerin von Scharstorf (heute ein Ortsteil von Schellhorn) Elisabeth Friederike Marie Meyer (1803–1869). Aus der Ehe gingen drei Kinder, zwei Töchter und ein Sohn, hervor. Die beiden Töchter heirateten schleswig-holsteinische bzw. hanseatische Offiziere. Der Sohn Karl Wilhelm Dietrich Bernhard von Witzendorff (* 18. Dezember 1837) wurde Herr auf Schrevenborn und später auf Birkenmoor und Sprengerhof. Aus seiner 1878 geschlossenen Ehe mit Adeline Klara Henriette Freiin von Löwenstern (* 1848) gingen zwei Töchter hervor. Die jüngere Ilse Marie Luise von Witzendorff (* 1880) heiratete 1913 in Kiel den preußischen Referendar und Architekten Karl Wilhelm Graf von Hardenberg. Ihr Vater Karl Wilhelm Dietrich Bernhard starb am 2. November 1879 in Olpenitz. Mit ihm erlosch der erste Ast der dritten Linie im Mannesstamm.
Hieronymus August von Witzendorff, der Stifter des zweiten Astes, wurde am 1. Juni 1741 zu Moltenow geboren. Er war Herr auf Adendorf und Vrestorf und seit 1766 auch Herr auf Vietlübbe. Hieronymus August stand wie schon sein Vater Dietrich Wilhelm als Kammerherr in kursächsischen Diensten. Er starb am 15. Juni 1803 als kursächsischer Rittmeister außer Dienst. Aus seinen drei Ehen gingen elf Kinder hervor. Luise Sophie Elisabeth Amalie von Witzendorff (1769–1824), die älteste Tochter aus seiner ersten Ehe mit Elisabeth Anna Dorothea von Witzendorff (1735–1775), heiratete 1791 den späteren königlich hannoverischen Oberstleutnant, Landrat und Landkommissar Iwan Albrecht von Hodenberg. Johann Dietrich Hartwig von Witzendorff (* 1777), das einzige Kind aus seiner zweiten 1776 geschlossenen Ehe mit Anna Elisabeth von Dassel (1747–1777), diente als kurhannoverischer Fähnrich im 11. Infanterie-Regiment. 1797 trat er in österreichische Dienste und fiel vermutlich am 14. Juni 1800 in der Schlacht bei Marengo. Erst im Jahre 1847 wurde Johann Dietrich Hartwig offiziell für tot erklärt. Den Ast fortsetzen konnte Hartwig Lewin Friedrich Georg von Witzendorff, der am 18. März 1783 in Lüneburg geboren wurde. Er war das vierte Kind aus Hieronymus Augusts dritter Ehe mit Johanna Adolfine Christiane von Tausch (1757–1833). Hartwig Lewin Friedrich Georg stand Generalmajor und Kommandant von Hannover in königlich hannoverischen Diensten. 1815 heiratete er in Mons Marie Madelaine Sophie Dufour (1799–1864) und starb am 7. Januar 1852 in Hannover. Von seinen sieben Kindern war der älteste Sohn Gustav Hermann von Witzendorff (* 5. April 1818 in Gronau) der einzige der Nachkommen hinterließ. Er war königlich hannoverischer geheimer Legationsrat und seit 1855 mit Dorothea von Winckler vermählt. Gustav Hermann starb am 12. Mai 1863 in Hannover. Seine älteste Tochter Anna Madelaine von Witzendorff (1856–1904) war zunächst Kanonisse im Kloster Medingen, sie heiratete 1886 den großherzoglich mecklenburg-schweriner Oberkammerherren und Oberhofmeister Dimitri von Vietinghoff. Ihr jüngerer Bruder Paul Julius Karl von Witzendorff, er wurde am 17. November 1861 geboren, wurde Doktor der Rechte und preußischer Regierungsassessor. Mit seinem Tod am 9. November 1901 erlosch der zweite Ast und damit die dritte Linie im Mannesstamm endgültig.

### Besitzungen
Zu dem zeitweise sehr umfangreichen Grundbesitz in Mecklenburg gehörte:
- Badekow und Gresse von 1785 bis 1792
- Bolland, heute Ortsteil von Carinerland, von 1802 bis 1820
- Klein Bütz, heute Brüsewitz, von 1802 bis 1819
- Goldberg, heute Ortsteil von Passee, von 1785 bis 1792
- Gressow, heute Ortsteil von Gägelow 1794 bis 1799
- Helmstorf, heute Ortsteil von Tessin (bei Rostock) von 1811 bis 1817
- Kritzow, heute Ortsteil von Langen Brütz von 1811 bis 1846
- Lützow in Pfandbesitz von 1753 bis 1784
- Moltenow, heute Ortsteil von Alt Meteln, von 1736 bis 1785 und von 1819 bis 1840
- Niendorf von 1795 bis 1801 und von 1809 bis 1837
- Vietlübbe, heute Ortsteil von Dragun, von 1760 bis 1784
- Webelsfelde, heute Ortsteil von Mühlen Eichsen, ab 1803
- Wessin von 1841 bis 1842
- Westenbrügge mit Parchow von 1794 bis 1820
- Wiebendorf mit Bretzin, heute beides Ortsteile von Bengerstorf, ab 1812 bis 1857
- Wilhelmshof, heute Ortsteil von Warin, von 1831 bis 1843
- Woltow, heute Ortsteil von Selpin, von 1823 bis 1841

in Lauenburg:

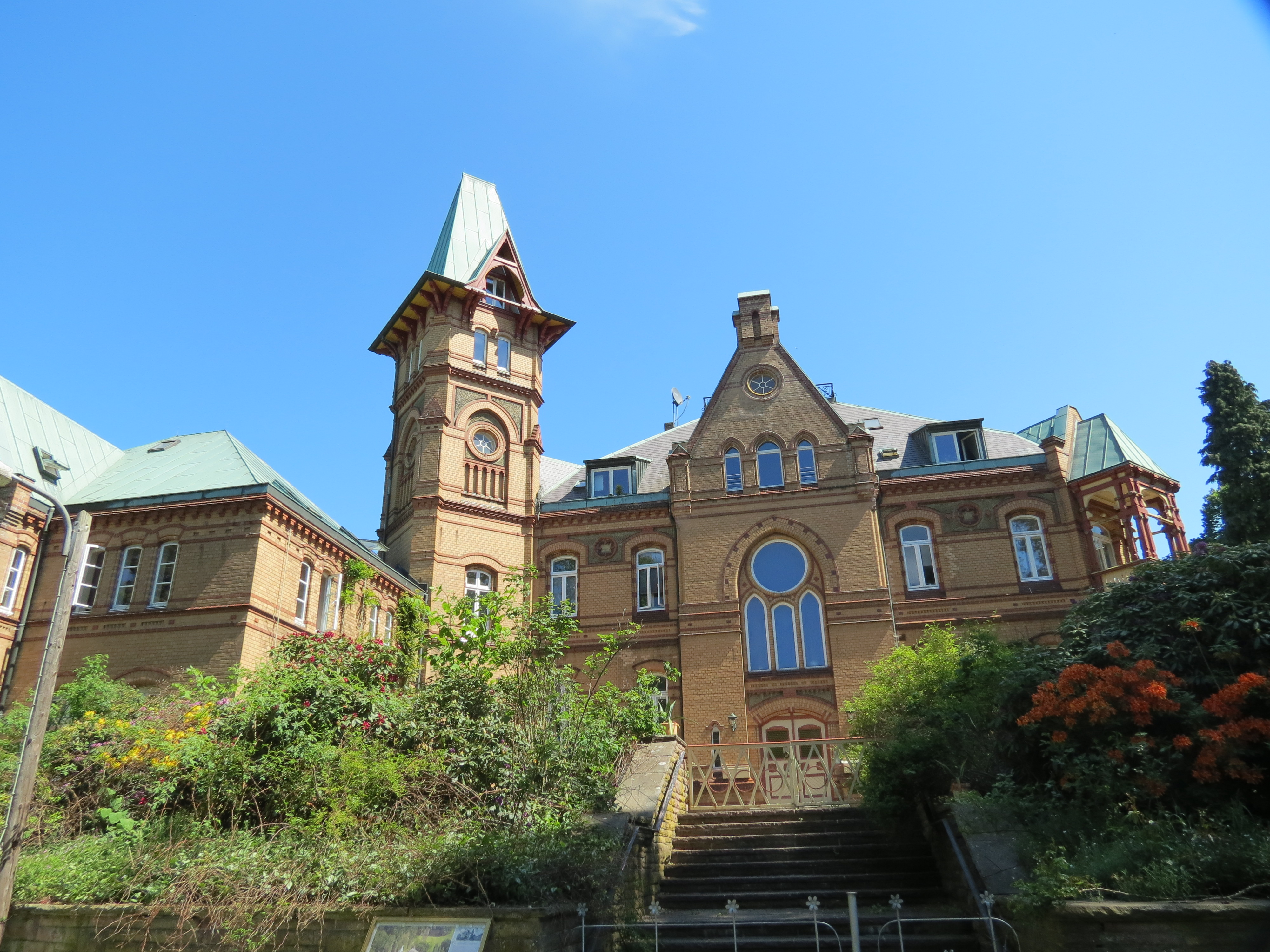
Schloss Seedorf (2012)

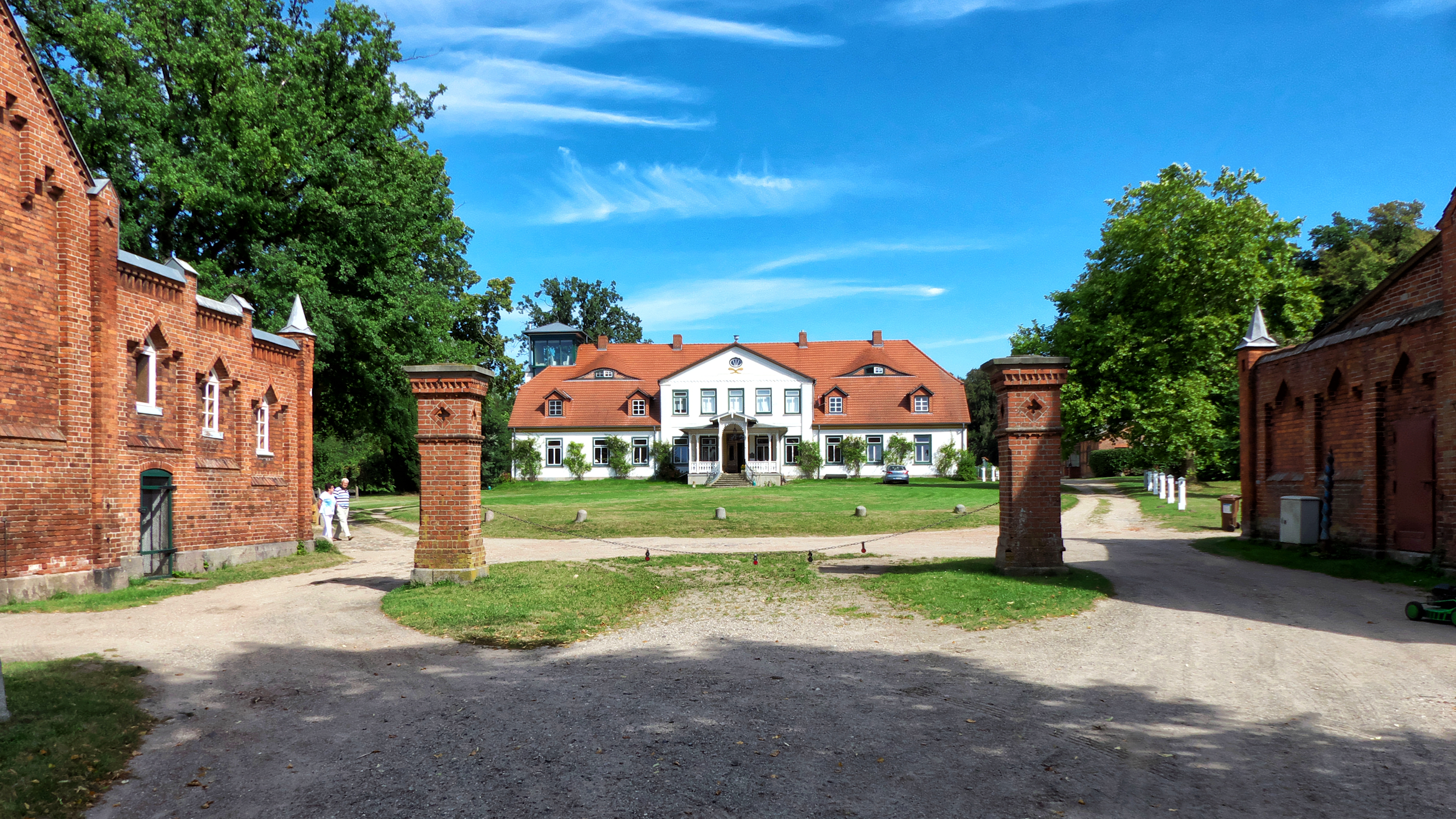
Gut Groß Zecher

- Seedorf mit Sterley von 1697 bis 1872
- Berkenthin von 1681 bis 1711
- Groß Thurow, heute Ortsteil von Roggendorf, von 1730 bis 1786
- Groß Zecher von 1681 bis 1890

und im Lüneburgischen:
- Vrestorf von 1606 bis 1791
- Adendorf von 1752 bis 1791

Sowie Krempelsdorf von 1792 bis 1796 bei Lübeck und Mitte des 19. Jahrhunderts auch Schrevenborn, heute ein Ortsteil von Heikendorf, bei Kiel.

## Wappen

### Stammwappen
Das 1639 verliehenem Wappen wird als Stammwappen geführt. Es zeigt in Silber auf einem grünen Dreiberg zwei aufwärts geschränkte schwarze Rechen. Auf dem Helm mit schwarz-silbernen Helmdecken sechs abwechselnd grüne und silberne Straußenfedern.

### Wappen von Witzendorff-Rehdiger
Das 1914 verliehene vereinigte Wappen ist geviert und hat zwei Helme. 1 und 4 das Stammwappen von Witzendorff, 2 und 3 in Schwarz auf einem grünen Dreiberg, ein aufgerichteter gekrönter goldener Rehbock (Wappen der ausgestorbenen Familie von Rehdiger). Rechts der Stammhelm von Witzendorff, auf dem linken mit schwarz-goldenen Helmdecken der Rehbock wachsend zwischen einem geschlossenen schwarzen Flug (Helm der Rehdiger).

### Wappengeschichte
Das Wappen erscheint auf Abdrücken von Petschaften. In Johann Siebmachers Wappenbuch (1605) ist das Wappen der Witzendorff bei den Sächsischen Geschlechtern aufgeführt. Die Rechen sind fünfzinkig, der Helm mit einem schwarz-silbernen Wulst bedeckt. Auf dem Helm fünf Straußenfedern mit der Farbfolge silbern, schwarz, grün, schwarz und silbern. Nach der Genealogiae oder Stamm- und Geschlechtregister der vornehmsten lüneburgischen adelichen Patriciengeschlechter (1704) von Johann Heinrich Büttner ist das Wappen ein weiß- oder silberfarbener Schild in dem auf einem grünen Berglein zwei kreuzweise übereinander geschränkte einwärts gekehrte schwarze Rechen stehen. Auf dem offenen adeligen bekrönten Turnierhelm mit schwarz-weißen Decken sechs nebeneinander stehende oben abgehangene Straußenfedern, die hinter erste, dritte und fünfte Grün und die andere, vierte und sechste Silber.
Christian Friedrich August von Meding Nachrichten von adelichen Wapen, Band 1 (1786), folgt der Blasonierung von Büttner. Er ergänzt aber, das die Stiele der Rechen den Boden berühren und das der Holzschnitt des Wappens bei Büttner falsch ist bzw. falsch verstanden wurde, da die erste Straußenfeder Grün schraffiert ist. Das kaiserliche Wappendiplom von 1639 beginnt die Zählung der Federn von Links, wörtlich: hinter erste. Allerdings soll nach Meding die Anzahl der Federn in zahlreichen Abbildungen variieren. Im Mecklenburgischen Wappenbuch (1837) haben die Rechen fünf Zinken und die Federn beginnen mit einer Grünen. Im Geschlechts- und Wappenbuch des Königreichs Hannover und des Herzogtums Braunschweig (1854) haben die Rechen zehn Zinken, die Federn beginnen mit einer Grünen und auf einem Band unterhalb des Schildes steht die Devise Errante Animo Casum Sequere.
Bei Ernst Heinrich Kneschke Die Wappen der deutschen freiherrlichen und adeligen Familien in genauer, vollständiger und allgemein verständlicher Beschreibung. Band 1 (1855) lautet die Blasonierung: Im silbernen Schild auf grünem Hügel zwei ins Andreaskreuz gestellte, schwarze Rechen, deren Zinken einwärts gekehrt sind. Auf dem Schilde steht ein gekrönter Helm, welcher sechs nebeneinander stehende, wechselseitig silbern und grüne Straußenfedern trägt, von welchen drei sich rechts, drei sich links kehren.

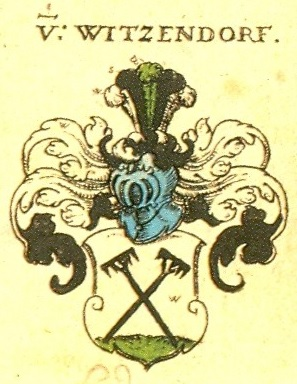
Wappen derer von Witzendorff in Siebmachers Wappenbuch (1605)
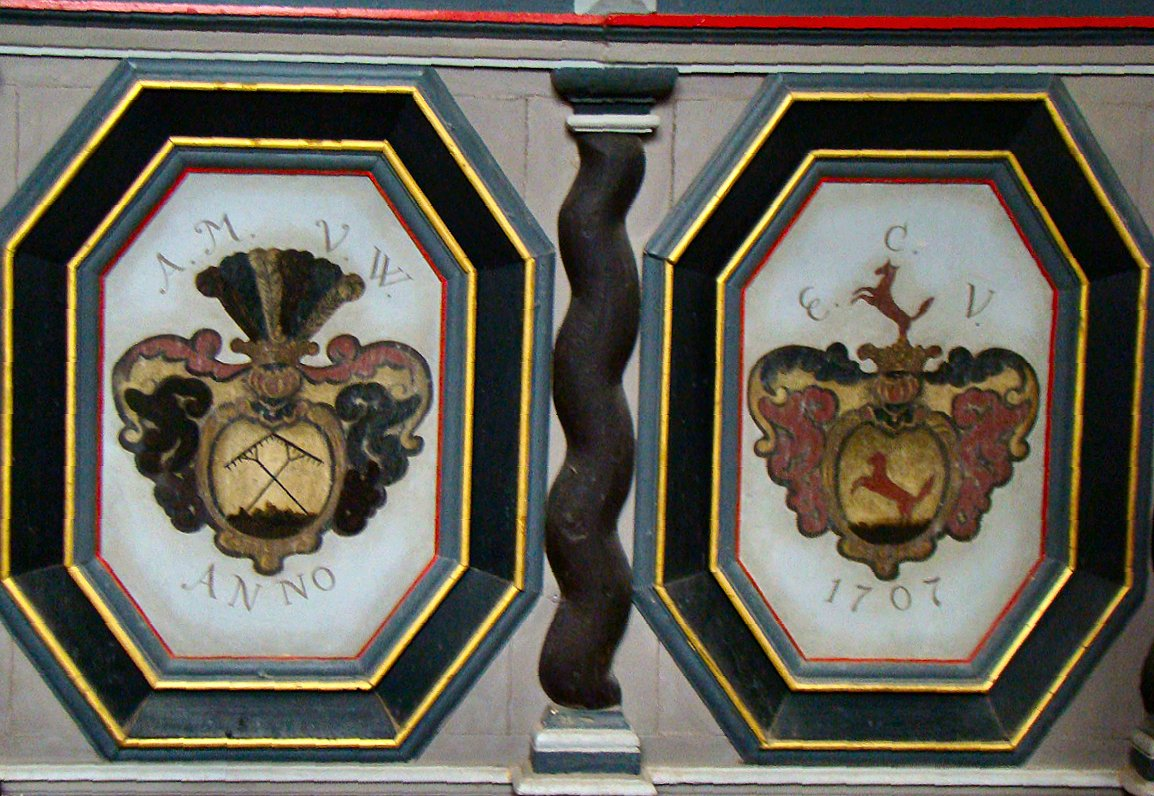
Allianzwappen Witzendorff-Voß 1707
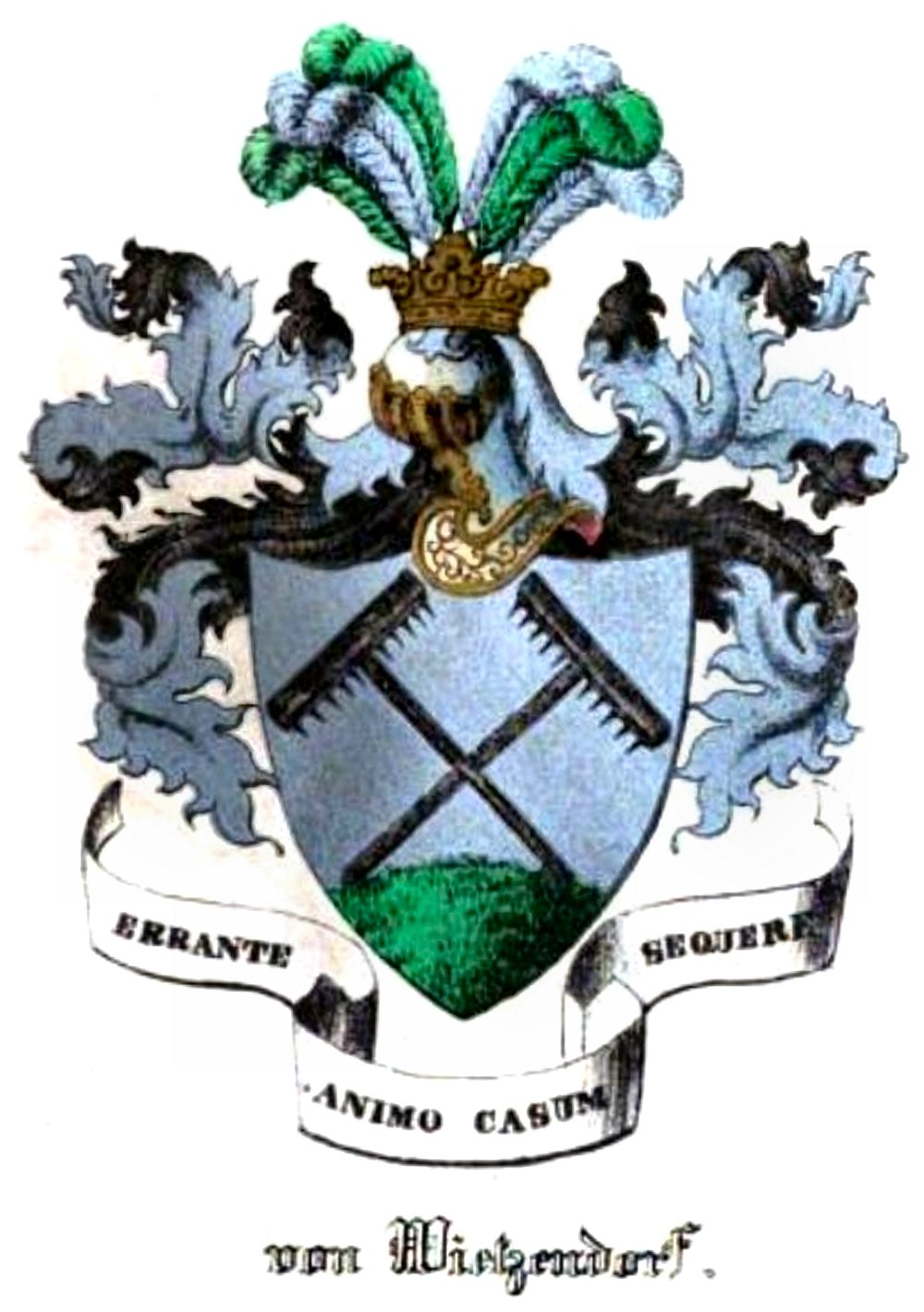
Abbildung im Wappenbuch des Königreichs Hannover

### Ortswappen
Elemente aus dem Wappen der Familie Witzendorff erscheinen noch heute im Ortswappen niedersächsischen Gemeinde Wietzendorf. Die Führung des Wappens wurde der Gemeinde 1937 genehmigt.

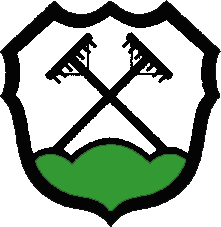
Wappen von Wietzendorf

## Bekannte Familienmitglieder
- Adolf Friedrich von Witzendorff (Kammerjunker) (1737–1772), deutscher Gutsherr und Kammerjunker
- Adolf Friedrich von Witzendorff (Dompropst) (1747–1818), deutscher Gutsherr und Dompropst
- August Christian von Witzendorff (1704–1763), dt. Jurist, Hofrichter u. Domdekan
- Bodo von Witzendorff (1876–1943), General der Flieger d. Deutschen Luftwaffe im Zweiten Weltkrieg
- Dietrich Wilhelm von Witzendorff (1661 – vor dem 3. August 1712), dt. Jurist, Domdekan im Hochstift Lübeck u. Landrat in Lauenburg
- Ernst von Witzendorff (1828–1896), mecklenburgischer Ministerialbeamter
- Ernst von Witzendorff (1916–1999), Marineoffizier, Kommandant d. Gorch Fock[12]
- Hans-Jürgen von Witzendorff (1893–1961), Generalleutnant d. Luftwaffe im Zweiten Weltkrieg
- Hieronymus von Witzendorff (1627–1690), Hofbeamter, Landdrost u. Berghauptmann, Herr auf Gut Groß Zecher
- Karl von Witzendorff (1824–1891), preuß. General der Kavallerie
- Ottokar von Witzendorff (1824–1890) auf Groß Zecher, Gutsbesitzer u. Landrat
- Ulrich von Witzendorff (1847–1927), preuß. Generalleutnant[13]
- Wilhelm Witzendorff (1609–1646), dt. Philosoph u. Theologe[14][15]